# 萬禮 (新加坡)
萬禮（英語：Mandai），新加坡北區的一個規劃區，區內的新加坡动物园和夜间野生动物园都非常有名。其命名的源起有兩個學說，一為生長於當地的萬禮樹（pokok Mandai）；二為馬來語Mandi，有洗澡的意思，當地溪流曾被用作洗澡場地。

## 伸延閱讀
- Victor R. Savage; Brenda S. A. Yeoh, , Singapore: Eastern University Press, 2004, ISBN 978-981-210-364-2